# 257
Cette page concerne l'année 257  du calendrier julien. Pour l'année 257 av. J.-C., voir 257 av. J.-C. Pour le nombre 257, voir 257 (nombre).
L'année 257 est une année commune qui commence un jeudi.

## Événements
- Janvier : début du consulat conjoint de Gallien et de son père Valérien[1]. L'empereur Gallien prend le titre de Dacicus Maximus, peut-être à la suite d'une victoire sur les Carpes[2]. Cependant les historiens romain Eutrope, Aurelius Victor et Rufius Festus affirment que la Dacie est perdue sous l'empereur Gallien[3]. Aucun détail de l'événement n'est connu sinon que les Goths ont battu les Romains.
- Août : persécution de Valérien (257-258). Un édit ordonne aux évêques et aux prêtres de sacrifier selon le rite antique et interdit aux chrétiens de se réunir sur les tombes de leurs défunts sous peine de mort[4].
- 30 août : élection de l'évêque de Rome Sixte II (mort le 6 août 258)[5].

- Les Goths envahissent la Thrace. Ils descendent les côtes de la mer Noire vers le Bosphore, parallèlement avec leur flotte. Valérien envoie des renforts à Byzance, et les Goths passent sur l'autre rive, à Chalcédoine, d'où ils lancent un raid de pillage en Bithynie. Nicée, Nicomédie et plusieurs autres villes importantes sont mises à sac[4].
- 257-258 : Le futur empereur Aurélien bat les Goths sur le Danube inférieur, fait de nombreux prisonniers et remet en état la ligne du limes[6].
- Odénat, prince de Palmyre lutte aux côtés de Chahpuhr Ier contre la Syrie romaine[7].

## Naissances en 257
- Ossius, évêque de Cordoue.
- Colombe de Sens, vierge et martyre.

## Décès en 257
- 2 août : Étienne Ier (pape)[4].
- Rufine et Seconde, martyres, décapitées à Rome, après qu'on leur avait mis une pierre au cou pour les noyer dans le Tibre.
- Pons de Cimiez (Cemenelum), martyre, selon la tradition.